# Risonanza secolare
In meccanica celeste una risonanza secolare è un tipo di risonanza orbitale.
Due corpi celesti sono in risonanza secolare quando hanno sincronizzate le loro precessioni del perielio o le loro precessioni del nodo ascendente, o entrambe.
Un piccolo corpo in risonanza secolare con uno molto più grande (per esempio un pianeta), precesserà allo stesso modo del corpo più grande. In un periodo di tempo molto lungo, nell'ordine del milione di anni, la risonanza secolare cambierà l'eccentricità e l'inclinazione dell'orbita del corpo più piccolo.
Si possono distinguere due tipi di risonanza secolare:
- risonanza secolare lineare, tra un corpo e un altro singolo corpo più grande
- risonanza secolare non lineare, che riguarda più di un solo grande corpo[1]

## Risonanze secolari nella fascia principale
Gli effetti della risonanza secolare sono studiati soprattutto nel contesto dell'evoluzione di lungo periodo (milioni di anni) delle orbite degli asteroidi all'interno della fascia principale.
Nella fascia principale degli asteroidi del sistema solare si possono individuare tre importanti tipi di risonanze secolari:
- ν5, quando la precessione dell'argomento del perielio dell'oggetto è simile a quella di Giove.
- ν6, quando la precessione dell'argomento del perielio dell'oggetto è simile a quella di Saturno.
- ν16, quando la precessione della longitudine del nodo ascendente dell'oggetto è simile a quella di Giove.

Particolarmente interessante è la risonanza ν6 tra gli asteroidi e Saturno. Quando un asteroide si avvicina a questa risonanza la sua eccentricità aumenta lentamente fino a diventare un asteroide areosecante (la cui orbita incrocia quella di Marte), a questo punto viene solitamente espulso dalla fascia principale a causa di un passaggio ravvicinato a Marte. Questo tipo di risonanza secolare forma il bordo interno della fascia principale, intorno alle 2UA e ai 20° di inclinazione.